# You Will Be My Ain True Love
You Will Be My Ain True Love ist ein Lied aus dem Jahre 2003, das für den Film Unterwegs nach Cold Mountain von Sting geschrieben und von Alison Krauss gesungen wurde.

## Instrumentierung
Auffällig an You Will Be My Ain True Love ist die sparsame Instrumentierung. Neben einem das ganze Lied über laufenden Bordun eines Harmoniums sind wenige Streichinstrumente zu hören. Dadurch entstehe ein Enya-artiges Arrangement, das ‚weinende‘ Streicher mit einem Bordun eines Harmoniums verbindet.

## Auszeichnungen
Bei der Oscarverleihung und bei den Golden Globes war You Will Be My Ain True Love jeweils 2004 in der Kategorie Bester Filmsong nominiert. In beiden Fällen ging der Preis an Into the West aus dem Film Der Herr der Ringe: Die Rückkehr des Königs.
Bei den Grammy Awards 2005 gab es zwei Nominierungen im Zusammenhang mit dem Lied, nämlich in den Kategorien Bester Song geschrieben für Film, Fernsehen oder visuelle Medien (auch hier gewann Into the West) und Beste weibliche Gesangsdarbietung – Country (hier erhielt Gretchen Wilson den Grammy für ihre Leistung in dem Lied Redneck Woman). 2004 erhielt You Will Be My Ain True Love den World Soundtrack Award in der Kategorie Bester Filmsong.

## Coverversionen
Sting coverte You Will Be My Ain True Love 2010 auf seinem Album Symphonicities, für das er seine bekanntesten Songs neu arrangierte und zusammen mit dem Royal Philharmonic Orchestra aufnahm.
Die Filmversion erschien 2003 auf einer Promosingle für die Oscarverleihung. Alison Krauss veröffentlichte das Lied 2007 auf ihrem Album A Hundred Miles Or More: A Collection.